# Igor Oleszkiewicz
Igor Oleszkiewicz (ur. 3 stycznia 1942 w Baranowiczach) – polski koszykarz, mistrz i reprezentant Polski.
Jest absolwentem Wydziału Mechanicznego Politechniki Gdańskiej (1965). W czasie studiów występował w zespole AZS Politechnika Gdańska, z którym awansował w 1962 do ekstraklasy i występował w niej jeden sezon (1962/1963). W latach 1965–1973 występował ekstraklasie w AZS Warszawa, z którym wywalczył mistrzostwo Polski w 1967. Występował na pozycji skrzydłowego.
W latach 1962–1967 wystąpił 33 razy w reprezentacji Polski seniorów, m.in. na mistrzostwach świata w 1967 (5 miejsce).
Po zakończeniu kariery sportowej wyjechał do Kanady. W latach 1982–2008 pracował w kanadyjskiej National Research Council (w  Canadian Codes Centre of Institute for Research in Construction), specjalizował się w ochronie przeciwpożarowej. Następnie przeszedł na emeryturę.